# Mohamed Ibrahim (jugador de snooker)
Mohamed Ibrahim (n. 3 de marzo de 1990) es un jugador de snooker egipcio.

## Biografía
Nació en Egipto en 1990. Es jugador profesional de snooker desde 2018, aunque se cayó del circuito profesional al cabo de su primera temporada y no recuperó su plaza hasta 2022. No se ha proclamado campeón de ningún torneo de ranking, y su mayor logro hasta la fecha fue alcanzar los dieciseisavos de final del Abierto de Gales de 2023, en los que cayó derrotado (2-4) ante Sanderson Lam. Tampoco ha logrado hilar ninguna tacada máxima.